# Odontomachus ruginodis
Odontomachus ruginodis is een mierensoort uit de onderfamilie van de Ponerinae. De wetenschappelijke naam van de soort is voor het eerst geldig gepubliceerd in 1937 door Smith, M.R.
De soort komt voor in de Amerikaanse staat Florida.